# Cantone di Le Mêle-sur-Sarthe
Il Cantone di Le Mêle-sur-Sarthe era una divisione amministrativa dell'arrondissement di Alençon.
È stato soppresso a seguito della riforma complessiva dei cantoni del 2014, che è entrata in vigore con le elezioni dipartimentali del 2015.
Comprendeva i comuni di:
- Aunay-les-Bois
- Boitron
- Bursard
- Coulonges-sur-Sarthe
- Essay
- Hauterive
- Laleu
- Marchemaisons
- Le Mêle-sur-Sarthe
- Le Ménil-Broût
- Ménil-Erreux
- Neuilly-le-Bisson
- Saint-Aubin-d'Appenai
- Saint-Léger-sur-Sarthe
- Les Ventes-de-Bourse